# Hon'ami Koetsu
Koetsu Hon'ami (1558–1637) foi um artista japonês, poeta, calígrafo, mestre da cerimônia do chá.
Considerado um dos artistas mais influentes do século 16, sua pintura, caligrafia e artes relacionadas usou uma versão estilizada do estilo do yamato e da arte japonesa tradicional. Sua carreira floresceu durante o período brilhante de Momoyama (1573–1615), que serviu como uma ponte histórica entre Japão moderno medieval e adiantado.
Junto com Sotatsu, Koetsu é creditado como  fundador da escola de Rimpa, que promoveu um estilo decorativo que incluísse o uso de cores brilhantes e ouro. Em 1590, atrasado, tornou-se interessado na cerâmica, em especial bacias do chá do raku de uma natureza fina, delicada.
Fundou também uma comunidade artística em Takagamine que produziu incontáveis objetos de beleza e de grande refinamento. Um de seus trabalhos mais famosos é o scroll dos cervos (museu da arte de Seattle), em que su caligrafia acompanha desenhos graciosos da tinta de Sotatsu.